# Les Épouvantails (film, 2019)
Pour plus de détails, voir Fiche technique et Distribution.
Les Épouvantails est un film tunisien réalisé par Nouri Bouzid et sorti en 2019.

## Fiche technique
- Titre : Les Épouvantails
- Réalisation : Nouri Bouzid
- Scénario : Nouri Bouzid
- Photographie : Hatem Nechi
- Montage : Saifeddine Ben Salem, Ghalya Lacroix et Hafedh Laaridhi
- Décors : Fatma Midani
- Son : Moez Cheikh
- Musique : Riadh Fehri
- Production : Mésanges Films (Tunisie) - Lycia Productions (Maroc) - Samsa Film (Luxembourg)
- Pays de production :  Tunisie -  Maroc -  Luxembourg
- Durée : 98 minutes
- Dates de sortie :
  - France : 20 octobre 2019 (Festival du cinéma méditerranéen de Montpellier)
  - Tunisie : 3 novembre 2019

## Distribution
- Nour Hajri
- Afef Ben Mahmoud
- Sondos Belhassen
- Joumene Limam
- Mehdi Hajri
- Fatma Ben Saïdane
- Noomene Hamda
- Ghanem Zrelli

## Distinctions

### Récompense
- Prix spécial des droits de l'homme aux Journées cinématographiques de Carthage 2019[1]

### Sélections
- Festival du cinéma méditerranéen de Montpellier 2019[2]
- Mostra de Venise 2019 (section « Sconfini »)[3]